# 星屑のステージ
「星屑のステージ」（ほしくずのステージ）は、チェッカーズの4枚目のシングル。1984年8月23日にキャニオン・レコードからリリースされた。

## 概要
TBS系連続ドラマ『うちの子にかぎって…』第1期主題歌に使用（さらにカップリング曲の「電撃lookin' & shockin'」も挿入歌で使用。チェッカーズにとっては初の連続ドラマとのタイアップである）。翌1985年の春には「第57回選抜高等学校野球大会」の入場行進曲に選ばれた。オリコン売上枚数は60.4万枚。
ボーカルの藤井郁弥はテレビでの歌唱時、必ず原曲よりキーを落として歌っていた。『ザ・ベストテン』（TBS）等の地上波では他の曲に比べ口パクで歌われることが多かった。
ジャケット右上に記された発売日略式表示は、″N･8･21″と″N･8･23″の2通りある。
解散発表した1992年10月9日の『ミュージックステーション』（テレビ朝日）で、「Blue Moon Stone」と2曲セットで歌われ、同年末『第43回NHK紅白歌合戦』（NHK）でも歌われた。
ブルボンから発売された食玩CD『J'sポップスの巨人たち 80'sポップス編』に、チェッカーズの代表曲として「ジュリアに傷心」と共に収録。

## 収録曲
全作詞：売野雅勇／作曲・編曲：芹澤廣明
1. 星屑のステージ
2. 電撃lookin' & shockin'

## リリース履歴
| 規格 | 発売日        | リリース             | 品番      |
| ---- | ------------- | -------------------- | --------- |
| EP   | 1984年8月23日 | キャニオン・レコード | 7A 0407   |
| CD   | 1988年5月21日 | ポニーキャニオン     | S10A 0058 |

## ショートフィルム
2023年7月12日、作詞をした売野の作詞活動40周年記念コンピレーションアルバム「MIND CIRCUS 午前0時のLOVE STORIES」がリリースされ、本作も収録された。同アルバムには13の収録曲と同じタイトルをつけた掌編小説が収められている。2024年、それら13篇の短編小説を原作として映像化するプロジェクトが発足。第二弾として『星屑のステージ』が2025年1月よりAmazon Prime Videoにて配信される予定である。主演は本田望結。